# Ministère de la Jeunesse, de la Culture et de la Communication
Pour les articles homonymes, voir Ministère de la Culture.
Le ministère de la Jeunesse, de la Culture et de la Communication marocain est le ministère marocain chargé des secteurs de la jeunesse, de la culture et de la communication.
L'actuel ministre est Mohamed Mehdi Bensaid.

## Organismes sous tutelle
- Agence Maghreb Arabe Presse (MAP)
- Société Nationale de radiodiffusion et de Télévision (SNRT)
- Société d’Etudes et de Réalisations Audiovisuelles (SOREAD 2M)
- Institut Supérieur des Métiers de l’Audiovisuel et du Cinéma (ISMAC)
- Centre Cinématographique Marocain (CCM)
- Institut Supérieur de l’Information et de la Communication (ISIC)
- Bureau Marocain Des Droits D’Auteurs (BMDA)